# Shīrzan
Shīrzan (persiska: شیر زن) är en ort i Iran.   Den ligger i provinsen Khorasan, i den nordöstra delen av landet, 600 km öster om huvudstaden Teheran. Shīrzan ligger 1 444 meter över havet och antalet invånare är 225.
Terrängen runt Shīrzan är lite bergig. Runt Shīrzan är det ganska glesbefolkat, med 38 invånare per kvadratkilometer. Närmaste större samhälle är Fārūj, 17,9 km sydväst om Shīrzan. Trakten runt Shīrzan består i huvudsak av gräsmarker.